# Ук-Ла-Нувель
Ук-Ла-Нувель (фр. Oucques La Nouvelle) — муніципалітет у Франції, у регіоні Центр — Долина Луари, департамент Луар і Шер. Ук-Ла-Нувель утворено 1 січня 2017 року шляхом злиття муніципалітетів Беньо, Бовільє, Ук i Сент-Жемм. Адміністративним центром муніципалітету є Ук. Населення — 1674 особи (01.01.2021).